# Bud Palmer
John Shove Palmer, detto Bud (Hollywood, 14 settembre 1921 – West Palm Beach, 19 marzo 2013), è stato un cestista statunitense, professionista nella BAA.
Era figlio della cantante Blanche Palmer e dell'ex giocatore di football Maurice 'Lefty' Flynn.